# Kim Kwang-hyun
Det här är en artikel om en person med koreanskt personnamn; Kim är familjenamnet medan Kwang-hyun motsvarar ett svenskt förnamn.
Kim Kwang-hyun (hangul: 김광현; hanja: 金廣鉉), född den 22 juli 1988 i Seoul, är en sydkoreansk professionell basebollspelare som spelar för St. Louis Cardinals i Major League Baseball (MLB). Kim är vänsterhänt pitcher.

## Karriär

### KBO League

#### SK Wyverns

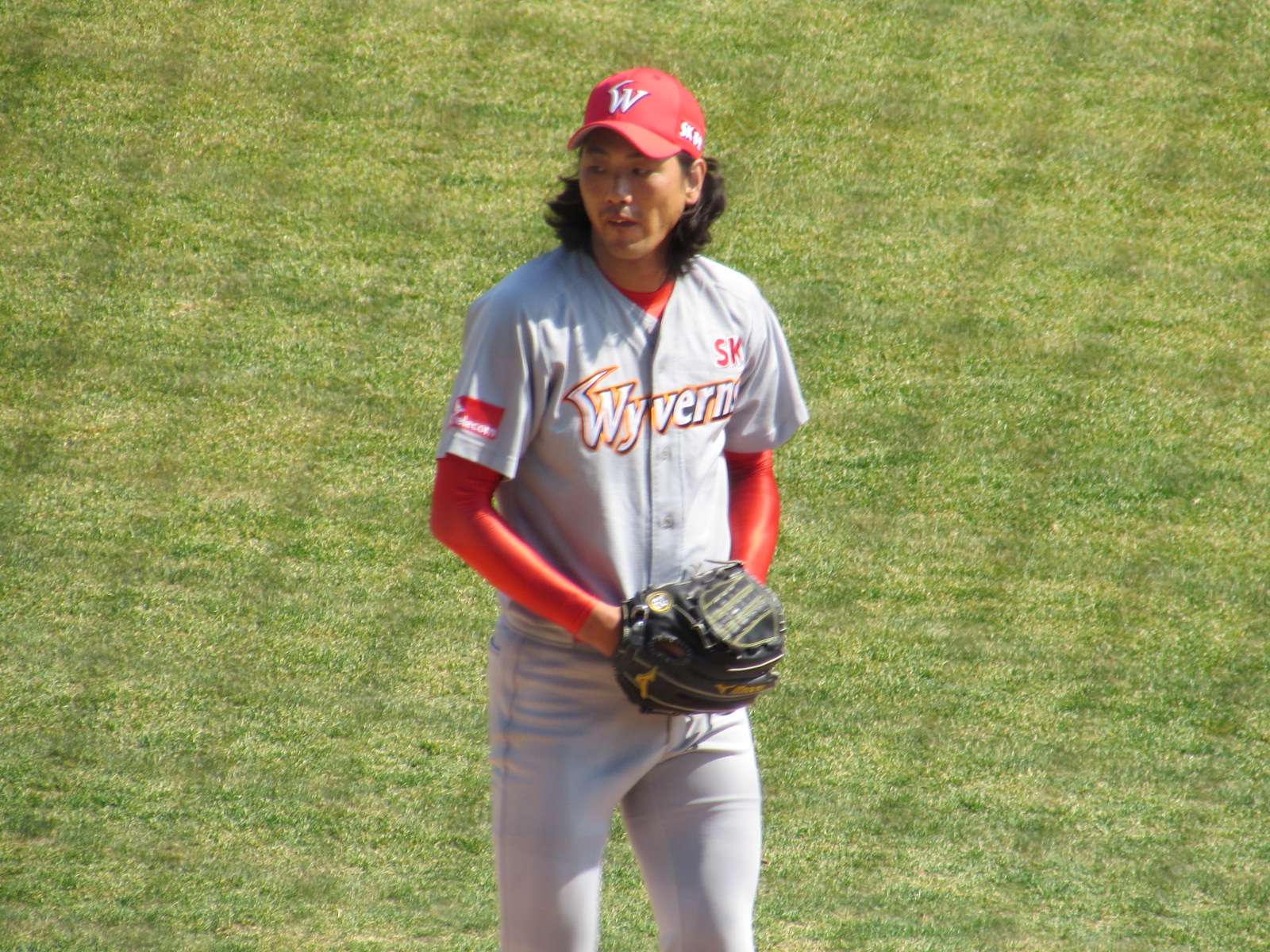
Kim i SK Wyverns dräkt 2018.

Kim debuterade i den högsta sydkoreanska proffsligan (sedan 2015 kallad KBO League) 2007 för SK Wyverns, som den säsongen blev ligamästare för första gången. Wyverns upprepade bedriften 2008, då Kim utsågs till ligans mest värdefulla spelare (MVP) efter att ha varit 16–4 (16 vinster och fyra förluster) med en earned run average (ERA) på 2,39, och 2010, då Kim hade en fin säsong igen (17–7, 2,37 ERA). Kim vann sin fjärde ligatitel med Wyverns 2018.
Kim fick inför 2015 års säsong tillstånd att förhandla med San Diego Padres i Major League Baseball (MLB). Padres betalade Wyverns två miljoner dollar för rätten att förhandla med Kim. Parterna kom dock inte överens om ett kontrakt inom de 30 dagar som Padres hade på sig.

### Major League Baseball

#### St. Louis Cardinals
I december 2019 skrev Kim på ett tvåårskontrakt värt åtta miljoner dollar med St. Louis Cardinals i MLB. På grund av coronaviruspandemin kom inte 2020 års MLB-säsong igång förrän i slutet av juli, och i sin första match den 24 juli ordnade Kim en save. Hans första vinst i MLB kom den 22 augusti efter att han fått en plats som startande pitcher. Han var under 2020 års säsong 3–0 med en ERA på 1,62 på åtta matcher, varav sju starter.

### Internationellt

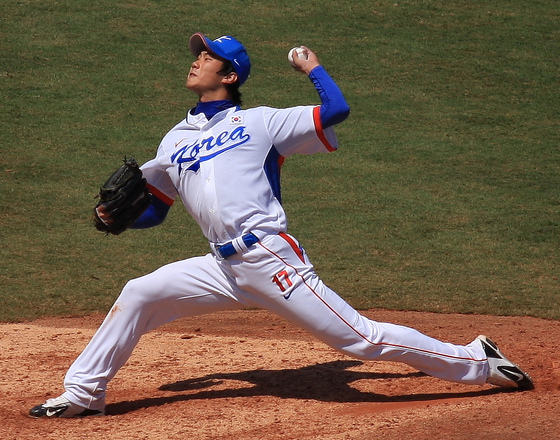
Kim under olympiska sommarspelen 2008 i Peking, där han var med och tog guld.

Kim tog guld för Sydkorea vid olympiska sommarspelen 2008 i Peking.
Kim representerade även Sydkorea vid World Baseball Classic 2009, där Sydkorea kom tvåa. Han har även varit med och vunnit guld vid asiatiska spelen 2014 samt guld respektive silver vid WBSC Premier12 2015 respektive 2019.